# Mekia Cox

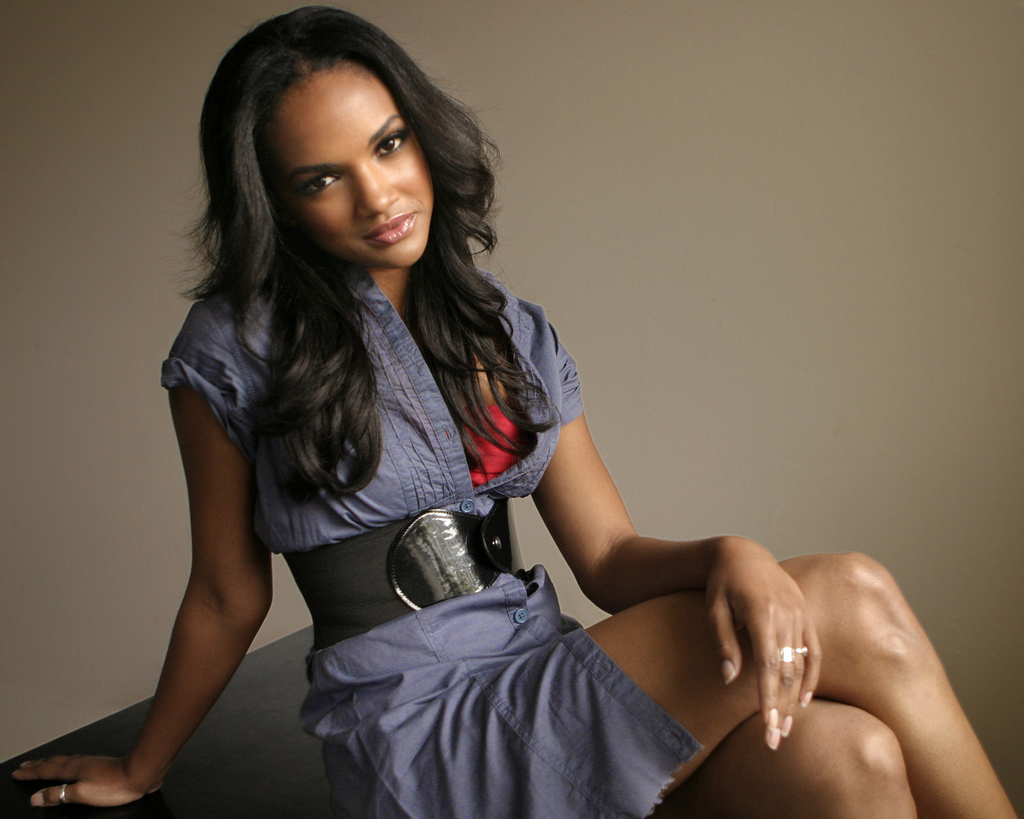
Mekia Cox (2017)

Mekia Cox (* 18. November 1981 in Christiansted, auf Saint Croix, Amerikanische Jungferninseln) ist eine US-amerikanische Schauspielerin und Tänzerin. Bekanntheit erlangte sie vor allem durch ihre Rollen aus den Serien Undercovers, Once Upon a Time – Es war einmal … und The Rookie.

## Leben und Karriere
Mekia Cox wurde auf der Insel Saint Croix, die als Teil der Amerikanischen Jungferninseln auf dem Gebiet der Kleine Antillen liegt, geboren. Ihr Vater stammt aus Barbados. Im Alter von sieben Jahren zog sie mit ihren Eltern nach Florida; sie ließen sich in Orlando nieder, wo Cox 1999 die Dr. Phillips High School abschloss. Aufgrund der Wohnortnähe zu den Universal Studios konnte sie bereits in jungen Jahren für einige Produktionen des Senders Nickelodeon gewonnen werden; darunter für eine Gastrolle in der Serie My Brother and Me, für die sie 1994 erstmals vor der Kamera stand. Nach dem High-School-Abschluss studierte sie an der Florida State University, die sie 2003 mit einem Bachelor of Arts in Musik abschloss. Bereits seit ihren ersten Lebensjahren in der Karibik trainierte sie Tanzen und trat nach ihrem Universitätsabschluss an Theatern, darunter am Broadway, auf. Heute ist sie Gründerin eines eigenen Theaterunternehmens mit dem Namen 42 Seven Productions. Nachdem sie in Gastrollen in CSI: NY, Half & Half und One Tree Hill auftrat, zog sie nach Los Angeles, wo sie sich dauerhaft niederließ.
Kurz nach ihrem Umzug war sie zunächst in einer Gastrolle in Bones – Die Knochenjägerin zu sehen und wurde anschließend für die Serie 90210 als Sasha in einer kleinen Nebenrolle besetzt. 2009 wurde sie als eine von nur 11 von insgesamt über 500 Bewerbern als Backgroundtänzerin für die geplante This Is It-Konzertserie von Michael Jackson verpflichtet, die letztlich aufgrund von Jacksons plötzlichem Tod nicht stattfinden konnte. Dennoch arbeitete sie mit ihm in Vorbereitung auf die Tour zusammen und war unter anderem im dazu veröffentlichten Dokumentarfilm mit dem Titel Michael Jackson’s This Is It während Probeaufnahmen zur Single The Way You Make Me Feel mit dem Sänger und ihren Kollegen zu sehen.
Nach ihrem Engagement als Tänzerin wurde Cox als Lizzy Gilliam in einer der Hauptrollen der Serie Undercovers besetzt. In dieser Rolle war sie bis 2012 zu sehen, wenngleich die Serie nach nur einer produzierten Staffel eingestellt wurde. In der 2011 veröffentlichten Filmkomödie Crazy, Stupid, Love war sie in einer Nebenrolle als Frisörin Tiffany zu sehen. Ein Jahr darauf spielte sie als Sarah Miller eine zentrale Rolle im Tanzfilm Battlefield America. Danach folgten Auftritte in den Serien Dr. Dani Santino – Spiel des Lebens, Common Law, Leverage, Mob City, Almost Human, Gotham, Grey’s Anatomy und Modern Family. 2016 war Cox als Amanda Warner in einer Hauptrolle in der zweiten Staffel von Secrets and Lies zu sehen. Im selben Jahr übernahm sie als Robin Charles eine wiederkehrende Rolle in Chicago Med. Von 2017 bis 2018 war sie als Sabine in der finalen siebten Staffel von Once Upon a Time – Es war einmal … in einer der Hauptrollen zu sehen. Seit 2019 (Staffel 2, Folge 4) gehört sie als Detective Nyla Harper zur Hauptbesetzung von The Rookie.

## Persönliches
Cox heiratete im April 2018 ihren langjährigen Lebensgefährten Britt Leach in einer traditionellen karibischen Hochzeitszeremonie. Im Dezember 2018 wurden sie Eltern einer Tochter. 2022 bekamen sie ihre zweite Tochter. Ihre Schwangerschaft wurde in die Serie The Rookie eingebaut.

## Filmografie (Auswahl)
- 1994: My Brother and Me (Fernsehserie, Episode 1x03)
- 2005: CSI: NY (Fernsehserie, Episode 2x05)
- 2005: Half & Half (Fernsehserie, Episode 4x07)
- 2006: One Tree Hill (Fernsehserie, Episode 3x10)
- 2008: Bones – Die Knochenjägerin (Bones, Fernsehserie, Episode 3x11)
- 2009–2010: 90210 (Fernsehserie, 7 Episoden)
- 2010: I Kissed a Vampire
- 2010–2012: Undercovers (Fernsehserie, 11 Episoden)
- 2011: The Mentalist (Fernsehserie, Episode 3x23)
- 2011: Crazy, Stupid, Love.
- 2012: Battlefield America
- 2012: Dr. Dani Santino – Spiel des Lebens (Necessary Roughness, Fernsehserie, 2 Episoden)
- 2012: Common Law (Fernsehserie, Episode 1x07)
- 2012: Leverage (Fernsehserie, Episode 5x09)
- 2012–2014: Key and Peele (Fernsehserie, 3 Episoden)
- 2013: Mob City (Fernsehserie, 3 Episoden)
- 2013: After Dark
- 2013–2014: Almost Human (Fernsehserie, 2 Episoden)
- 2014: Gotham (Fernsehserie, Episode 1x07)
- 2015: Grey’s Anatomy (Fernsehserie, Episode 11x16)
- 2015: The Squeeze
- 2016: Modern Family (Fernsehserie, Episode 7x16)
- 2016: Impastor (Fernsehserie, 3 Episoden)
- 2016: Secrets and Lies (Fernsehserie, 10 Episoden)
- 2016–2019, 2025: Chicago Med (Fernsehserie, 26 Episoden)
- 2017–2018: Once Upon a Time – Es war einmal … (Once Upon a Time, Fernsehserie, 21 Episoden)
- 2019: If Not Now, When?
- seit 2019: The Rookie (Fernsehserie)